# Іран на зимових Паралімпійських іграх 2014
Шаблон:Іран на Паралімпійських іграх
Іран на зимових Паралімпійських іграх 2014 року був представлений 1 спортсменом в одному виді спорту.

## Гірськолижний спорт
Чоловіки
| Спортсмен    | Вид спорту                 | Забіг 1 | Забіг 1 | Забіг 1 | Забіг 2 | Забіг 2 | Забіг 2 | Остаточний/Всього | Остаточний/Всього | Остаточний/Всього |
| Спортсмен    | Вид спорту                 | Час     | Різн.   | Місце   | Час     | Різн.   | Місце   | Час               | Різн.             | Місце             |
| ------------ | -------------------------- | ------- | ------- | ------- | ------- | ------- | ------- | ----------------- | ----------------- | ----------------- |
| Садех Калхор | слалом, сидячи             | 58.07   | +10.38  | 28      | 1:03.17 | +11.89  | 23      | 2:01.24           | +22.27            | 20                |
| Садех Калхор | гігантський слалом, сидячи |         |         |         |         |         |         |                   |                   |                   |